# Wolfgang Erlitz
Wolfgang Erlitz (Frohnleiten, 15 febbraio 1950) è un politico austriaco.

## Biografia
Esponente del Partito Socialdemocratico d'Austria, nel 1991 era stato eletto per la prima volta al Landtag della Stiria, ed ha mantenuto il seggio fino all'aprile del 2003, quando è subentrato come assessore con delega alla sanità nel gabinetto di Waltraud Klasnic.
Al termine del mandato, nel 2005, è stato eletto membro per la Stiria al Bundesrat, e della camera alta è stato presidente per il semestre dal 1º luglio al 31 dicembre 2007.